# Amelia Sach y Annie Walters

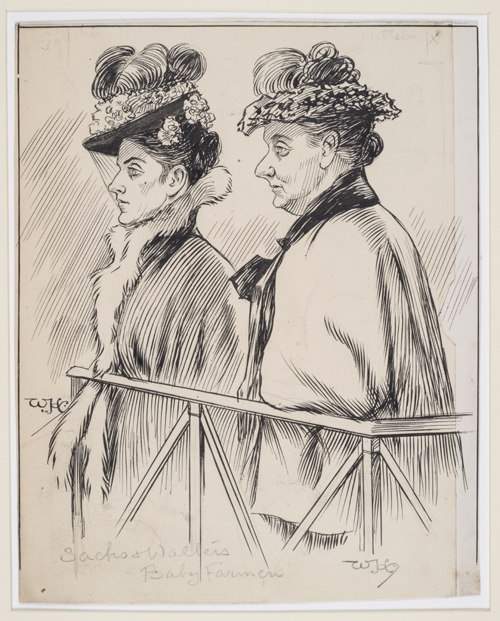
Amelia Sach, izquierda, y Annie Walters, derecha, en el banquillo de los acusados en 1903.

Amelia Sach (1867–3 de febrero de 1903) y Annie Walters (1849–3 de febrero de 1903) fueron dos asesinas en serie británicas más conocidas como las granjeras de bebés de Finchley. 

## Trasfondo
Se sabe poco sobre Annie Walters, pero los antecedentes de Amelia Sach están bien documentados: Sach fue bautizada como Frances Amelia Thorne en Hampreston, Dorset, el 5 de mayo de 1867. Era la cuarta de diez hermanos y tenía tres hermanas. Se casó con un contratista llamado Jeffrey Sach en 1896. Sach estaba activa mucho antes de asociarse con Walters. En 1902, trabajaba en 'Claymore House', una villa adosada de ladrillo rojo en East Finchley, al norte de Londres. Sach era partera calificada.
La propia Sach era madre; el censo de Inglaterra y Gales de 1901 muestra que tenía una hija de su matrimonio llamada Lilian en Clapham, con el padre porque se habían separado. Ella mintió sobre su edad: tenía más de 32 años, no 29. Se desconocen los antecedentes de Walters, pero estuvo casada. Parece que tenía problemas con la bebida y periódicamente se anunciaba como enfermera enferma. Al ser detenida se determinó que era "débil", es decir, débil mental (ligera discapacidad psíquica). 
Existe una pequeña posibilidad de que la pareja haya estado involucrada en un homicidio anterior que resultó en la ejecución de otra mujer. En 1899, Louise Masset fue juzgada por el asesinato de su pequeño hijo Manfred, cuyo cuerpo fue encontrado en el baño de mujeres de la estación de tren de Dalston Junction. La evidencia circunstancial sugirió que Louise era la asesina, y que el asesinato tenía como objetivo librarse de un supuesto estorbo debido a su deseo de casarse con un hombre llamado Lucas. Sin embargo, en sus declaraciones de inocencia, Louise dijo que había sacado a Manfred del cuidado de una mujer para entregárselo a dos señoras que conoció que tenían un establecimiento para el cuidado de niños en crecimiento. La policía afirmó que hizo algunos esfuerzos para buscar a las dos mujeres, pero se desconoce el alcance de su investigación. En cualquier caso, Louise Masset fue juzgada y condenada por el asesinato y, a pesar de una petición de clemencia, fue ejecutada el 9 de enero de 1900.

## Crímenes
Amelia Sach dirigía una residencia de reposo posparto en Stanley Road y más tarde en Claymore House en Hertford Road (ambas en East Finchley), Londres. Hacia 1900, empezó a anunciar que los bebés "se podían quedar" allí y aceptaba dinero para supuestas adopciones. Las clientas, a juzgar por los relatos de los testigos, eran en su mayoría sirvientas de casas locales que habían quedado embarazadas y cuyos empleadores estaban interesados en que el asunto se resolviera con discreción. Había una tarifa por el parto y otra por la adopción, un "regalo" para los futuros padres de entre £25 y £30.
Annie Walters recogía al bebé después de que naciera y luego lo asesinaba con una mezcla venenosa de leche con clorodina (un medicamento que contenía morfina).

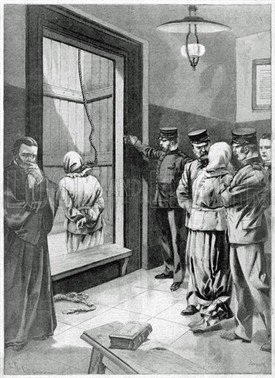
La doble ejecución de Sach y Walters en la prisión de Holloway.

Fueron capturadas después de que Walters despertara sospechas en su casera en Islington, cuyo marido era un oficial de policía. Se desconoce el número de bebés que fueron asesinados, aunque se cree que la cifra supera la docena. Durante el juicio en Old Bailey, la cantidad de ropa de bebé encontrada en Claymore House se utilizó como evidencia para indicar la magnitud de sus crímenes. Una campaña local para que sus sentencias fueran conmutadas a cadena perpetua fracasó, y se convirtieron en las primeras mujeres en ser ahorcadas en la prisión de Holloway, el 3 de febrero de 1903 por William Billington, en lo que fue el único doble ahorcamiento de mujeres llevado a cabo en los tiempos modernos.

## Secuelas

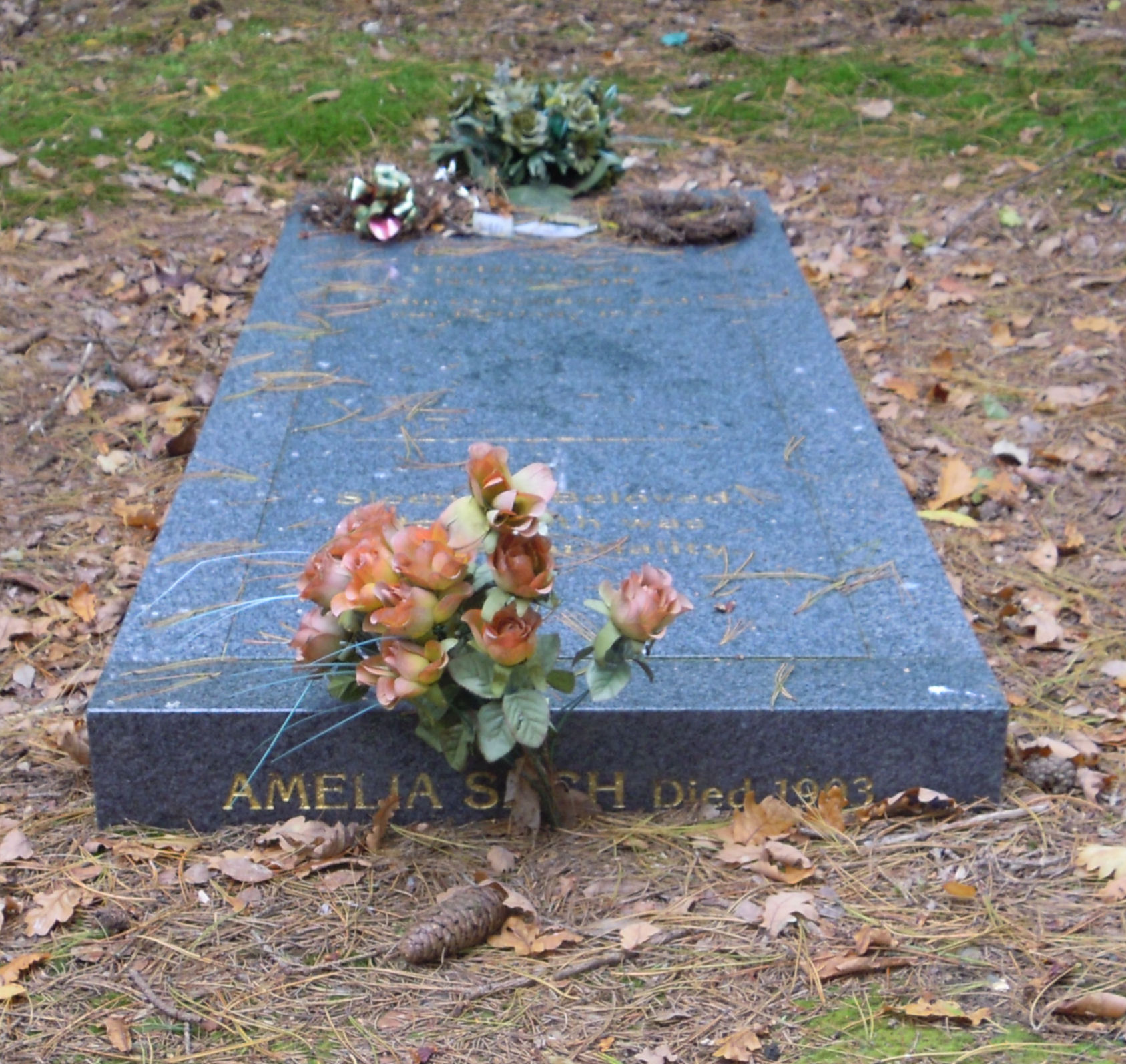
Lápida que muestra el nombre de Amelia Sach.

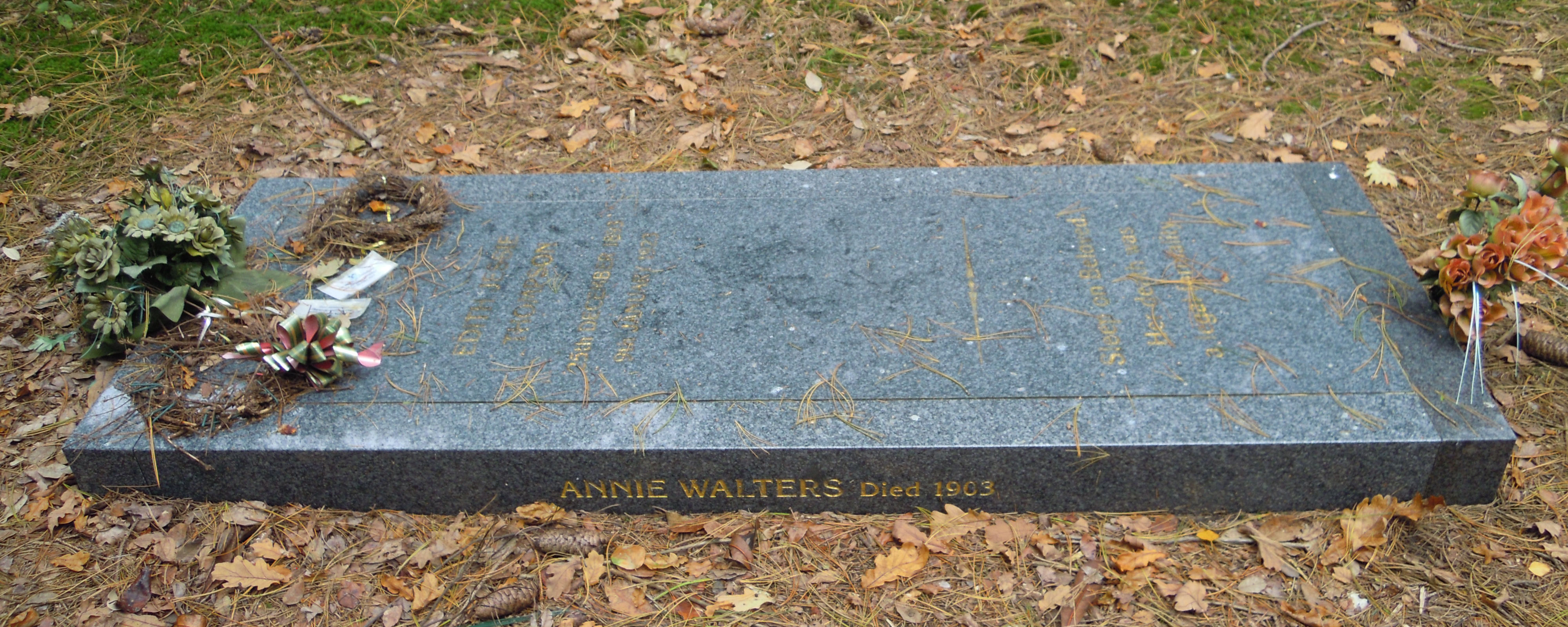
Lápida que muestra el nombre de Annie Walters.

Los cuerpos de Sach y Walters fueron enterrados en tumbas sin marcar dentro de los muros de la prisión de Holloway, como era costumbre. En 1971, la prisión se sometió a un amplio programa de reconstrucción, durante el cual se exhumaron los restos de todas las mujeres ejecutadas en Holloway. Con la excepción de Ruth Ellis, los restos de las otras cuatro mujeres ejecutadas en Holloway (es decir, Styllou Christofi, Edith Thompson, Sach y Walters) fueron posteriormente enterrados nuevamente en una sola tumba (parcela 117) en el cementerio de Brookwood. La tumba está marcada con una lápida de granito gris colocada horizontalmente y en ella están grabados los nombres de todas las ocupantes.

## En la cultura popular
La trama de la novela de Nicola Upson, Two for Sorrow (2010, Faber & Faber, Londres; Harper, Nueva York), gira en torno a las consecuencias del caso Finchley Baby Farming. Tanto Sach como Walters aparecen como personajes.